# USS LST-130
O USS LST-130 foi um navio de guerra norte-americano da classe LST que operou durante a Segunda Guerra Mundial.